# Lauri Hakulinen
Lauri Pekka Hakulinen, född 6 oktober 1899 i Åbo, död 2 mars 1985 i Helsingfors, var en finländsk lingvist. Han var far till tillika lingvisten Auli Hakulinen.
Hakulinen disputerade 1933 på en uppmärksammad avhandling om utvecklingshistorien hos ett antal ord som betecknar meteorologiska fenomen i östersjöfinskan. Filosofie doktor blev han 1951. Han var 1925–1945 tjänsteman vid Ordboksstiftelsen och förestod denna institution 1945–1962, var 1946–1953 docent och 1953–1963 professor i finska språket vid Helsingfors universitet.
Hakulinen studerade översättningslån i finskan och påvisade att finska språket i semantiskt avseende i hög grad följer det allmäneuropeiska mönstret. Bland hans arbeten märks Suomen kielen rakenne ja kehitys (2 band, 1941–1946), som har utkommit i flera upplagor och översatts till ryska, tyska och engelska. 